# Myriapoda
I miriapodi (Myriapoda Latreille, 1802) sono una superclasse di artropodi dall'elevato numero di zampe, comprendente i comuni  millepiedi e centopiedi.

## Descrizione
I Miriapodi sono accomunati da una struttura del corpo caratterizzata dalla presenza di una capsula cefalica (del tutto simile a quella degli esapodi quanto a numero e disposizione dei segmenti, e quanto a tipo di appendici) e di un tronco allungato suddiviso in numerosi metàmeri ovvero segmenti di forma anulare uguali tra loro tranne il primo e l'ultimo e ciascuno recante un paio di zampe (nel caso dei centopiedi e due paia per quanto riguarda i millepiedi). Le diverse classi che compongono questo subphylum presentano notevoli differenze, difatti alcuni autori non lo considerano un raggruppamento sistematico valido.

## Tassonomia
In passato i Myriapoda erano considerati parte, assieme agli Hexapoda, del subphylum Uniramia, adesso non più riconosciuto. Studi genetici recenti suggeriscono in realtà una maggiore vicinanza al subphylum Chelicerata. La tendenza prevalente oggi è comunque di considerarli un subphylum monofiletico a sé stante.
Comprende quattro classi:
- Chilopoda
- Diplopoda
- Pauropoda
- Symphyla

## Evoluzione
I resti fossili di miriapodi risalgono al Siluriano (circa 400 milioni di anni fa), ma alcune analisi molecolari suggeriscono che questo gruppo di artropodi possa essersi differenziato già nel Cambriano (circa 500 milioni di anni fa). È di questo periodo, inoltre, un animale multisegmentato simile a un millepiedi, denominato Xanthomyria spinosa, che potrebbe rappresentare il più antico resto fossile di miriapode. Altri organismi simili a miriapodi (Pseudoiulia cambriensis) sono stati ritrovati in strati ancora più antichi (Cambriano inferiore, 520 milioni di anni fa). Nel corso del Carbonifero (circa 300 milioni di anni fa) i miriapodi si svilupparono enormemente (Acantherpestes, Euphoberia) e diedero origine anche a forme gigantesche lunghe oltre due metri (Arthropleura), a causa della notevole densità di ossigeno nell'atmosfera.
Il millepiedi Illacme plenipes è considerato il miriapode con più paia di zampe, infatti ne possiede 750, le femmine più lunghe dei maschi raggiungono i 300 mm di lunghezza. Questi esemplari vivono in California e furono trovati per la prima volta nel 1926.
Nell’agosto 2020 fu scoperto in Australia a sessanta metri di profondità, il primo millepiedi ad avere 1306 zampe cioè 653 coppie di arti, 330 segmenti, un diametro di 0,95 millimetri e una lunghezza di 95,7 millimetri, questo miriapode è stato nominato Eumillipes Persephone.

## Etimologia
Il nome Myriapoda appare sul "Histoire naturelle générale et particulière des crustacés et insectes" di Latreille nel 1802; il termine è un neologismo "colto", tratto dalle parole greche myrias, myriada ("diecimila") e pus, podos ("piede").